# In Chrysalis
Pour les articles homonymes, voir Chrysalis.
Albums de Boysetsfire
The Day the Sun Went Out
(1997) Snapcase vs. Boysetsfire
(1999)
In Chrysalis est un EP du groupe Boysetsfire, originaire de l'État du Delaware, aux États-Unis, et est sorti le 22 décembre 1998.

## Liste des titres
1. Voiceover – 1:47
2. The Tyranny of What Everybody Knows – 2:39
3. Loser of the Year Award – 3:13
4. Cavity – 2:50
5. Holiday in Cambodia – 3:44

## Source
- (en) Cet article est partiellement ou en totalité issu de l’article de Wikipédia en anglais intitulé « In Chrysalis » (voir la liste des auteurs).